# CONCACAF Gold Cup 2015/Gruppe B
| Pl. | Verein      | Sp. | S | U | N | Tore    | Punkte |
| --- | ----------- | --- | - | - | - | ------- | ------ |
| 1.  | Jamaika     | 3   | 2 | 1 | 0 | 004:200 | 07     |
| 2.  | Costa Rica  | 3   | 0 | 3 | 0 | 003:300 | 03     |
| 3.  | El Salvador | 3   | 0 | 2 | 1 | 001:200 | 02     |
| 4.  | Kanada      | 3   | 0 | 2 | 1 | 000:100 | 02     |

Die Gruppe B des CONCACAF Gold Cups 2015 war eine von drei Gruppen, in denen die Vorrundenspiele des Turniers ausgetragen wurden. Sie bestand aus vier Mannschaften: Costa Rica, Jamaika, Kanada und El Salvador. Die Partien fanden vom 8. Juli bis 14. Juli 2015 statt. Die Austragungsorte waren Carson, Houston und Toronto.

## Jamaika – Kanada 1:0 (0:0)
| Jamaika                                                      | Jamaika | Kanada | Kanada | Aufstellung                      |
| ------------------------------------------------------------ | --- | --- | ------ | -------------------------------- |
| Jamaika                                                      | \| 2. Spieltag \| \| 11. Juli 2015 um 17:30 Uhr in Houston (BBVA Compass Stadium) \| \| Schiedsrichter: Yadel Martínez ( Kuba) \| \| Spielbericht \|                                                                                            | \| 2. Spieltag \| \| 11. Juli 2015 um 17:30 Uhr in Houston (BBVA Compass Stadium) \| \| Schiedsrichter: Yadel Martínez ( Kuba) \| \| Spielbericht \| | Kanada | Aufstellung Jamaika gegen Kanada |
| Jamaika                                                      | Dwayne Miller – Adrian Mariappa, Wes Morgan, Jermaine Taylor, Kemar Lawrence – Garath McCleary, Rodolph Austin, Je-Vaughn Watson, Jobi McAnuff – Simon Dawkins (64. Darren Mattocks), Giles Barnes Cheftrainer: Winfried Schäfer ( Deutschland) | Kyriakos Stamatopoulos – Nikolas Ledgerwood, David Edgar, Dejan Jakovic, Marcel de Jong – Samuel Piette (79. André Hainault), Adam Straith, Julian de Guzmán – Tosaint Ricketts, Cyle Larin (46. Marcus Haber), Tesho Akindele (70. Russell Teibert) Cheftrainer: Benito Floro ( Spanien) | Kanada | Aufstellung Jamaika gegen Kanada |
| Jamaika                                                      | 1:0 Austin (90.+2') | | Kanada | Aufstellung Jamaika gegen Kanada |
| Jamaika                                                      | Piette (26.), Edgar (58.), Ledgerwood (89.) | | Kanada | Aufstellung Jamaika gegen Kanada |
| 2. Spieltag                                                  | | |        |                                  |
| 11. Juli 2015 um 17:30 Uhr in Houston (BBVA Compass Stadium) | | |        |                                  |
| Schiedsrichter: Yadel Martínez ( Kuba)                       | | |        |                                  |
| Spielbericht                                                 | | |        |                                  |

## Costa Rica – El Salvador 1:1 (0:0)
| Costa Rica                                                   | Costa Rica | El Salvador | El Salvador | Aufstellung                              |
| ------------------------------------------------------------ | --- | --- | ----------- | ---------------------------------------- |
| Costa Rica                                                   | \| 2. Spieltag \| \| 11. Juli 2015 um 20:00 Uhr in Houston (BBVA Compass Stadium) \| \| Schiedsrichter: Jair Marrufo ( Vereinigte Staaten) \| \| Spielbericht \|                                                                                       | \| 2. Spieltag \| \| 11. Juli 2015 um 20:00 Uhr in Houston (BBVA Compass Stadium) \| \| Schiedsrichter: Jair Marrufo ( Vereinigte Staaten) \| \| Spielbericht \| | El Salvador | Aufstellung Costa Rica gegen El Salvador |
| Costa Rica                                                   | Esteban – Francisco Calvo, Giancarlo González, Roy Miller, Dave Myrie – Celso Borges, David Guzmán – Joel Campbell (53. Johan Venegas), Bryan Ruiz, David Ramírez (63. Elías Aguilar) – Álvaro Saborío (76. Michael Umaña) Cheftrainer: Paulo Wanchope | Derby Carrillo – Xavier García, Alexander Mendoza, Milton Molina, Alexander Larín – Richard Menjívar, Darwin Cerén – Jaime Alas (77. Jairo Henríquez), Pablo Punyed (70. Dustin Corea), Arturo Alvarez – Irvin Herrera (63. Rafael Burgos) Cheftrainer: Albert Roca ( Spanien) | El Salvador | Aufstellung Costa Rica gegen El Salvador |
| Costa Rica                                                   | 1:0 Ruiz (60.) | 1:1 Corea (90.+1') | El Salvador | Aufstellung Costa Rica gegen El Salvador |
| Costa Rica                                                   | Campbell (9.), Venegas (89.), Guzmán (90.+2') | Menjívar (29.), Mendoza (56.), Cerén (62.) | El Salvador | Aufstellung Costa Rica gegen El Salvador |
| 2. Spieltag                                                  | | |             |                                          |
| 11. Juli 2015 um 20:00 Uhr in Houston (BBVA Compass Stadium) | | |             |                                          |
| Schiedsrichter: Jair Marrufo ( Vereinigte Staaten)           | | |             |                                          |
| Spielbericht                                                 | | |             |                                          |

## Jamaika – El Salvador 1:0 (0:0)
| Jamaika                                           | Jamaika | El Salvador | El Salvador | Aufstellung                           |
| ------------------------------------------------- | --- | --- | ----------- | ------------------------------------- |
| Jamaika                                           | \| 3. Spieltag \| \| 14. Juli 2015 um 18:00 Uhr in Toronto (BMO Field) \| \| Schiedsrichter: Walter López ( Guatemala) \| \| Spielbericht \| | \| 3. Spieltag \| \| 14. Juli 2015 um 18:00 Uhr in Toronto (BMO Field) \| \| Schiedsrichter: Walter López ( Guatemala) \| \| Spielbericht \| | El Salvador | Aufstellung Jamaika gegen El Salvador |
| Jamaika                                           | Dwayne Miller (22. Ryan Thompson) – Wes Morgan, Rodolph Austin, Adrian Mariappa, Jermaine Taylor (8. Michael Hector) – Kemar Lawrence, Jobi McAnuff, JeVaughn Watson, Garath McCleary – Darren Mattocks, Giles Barnes (69. Alvas Powell) Cheftrainer: Winfried Schäfer ( Deutschland) | Derby Carrillo – Xavier García, Milton Molina, Alexander Mendoza (76. Dustin Corea), Richard Menjívar – Darwin Cerén, Jaime Alas, Alexander Larín, Andrés Flores (61. Arturo Alvarez) – Irvin Herrera (60. Nelson Bonilla), Pablo Punyed Cheftrainer: Albert Roca ( Spanien) | El Salvador | Aufstellung Jamaika gegen El Salvador |
| Jamaika                                           | 1:0 McCleary (71.) | | El Salvador | Aufstellung Jamaika gegen El Salvador |
| Jamaika                                           | Austin (43.), Mattocks (45.), Watson (65.), McCleary (72.) | Flores (3.), Punyed (68.), García (85.) | El Salvador | Aufstellung Jamaika gegen El Salvador |
| Jamaika                                           | Mattocks (80.) | | El Salvador | Aufstellung Jamaika gegen El Salvador |
| 3. Spieltag                                       | | |             |                                       |
| 14. Juli 2015 um 18:00 Uhr in Toronto (BMO Field) | | |             |                                       |
| Schiedsrichter: Walter López ( Guatemala)         | | |             |                                       |
| Spielbericht                                      | | |             |                                       |

## Kanada – Costa Rica 0:0
| Kanada                                            | Kanada | Costa Rica | Costa Rica | Aufstellung                         |
| ------------------------------------------------- | --- | --- | ---------- | ----------------------------------- |
| Kanada                                            | \| 3. Spieltag \| \| 14. Juli 2015 um 20:30 Uhr in Toronto (BMO Field) \| \| Schiedsrichter: Héctor Rodríguez ( Honduras) \| \| Spielbericht \| | \| 3. Spieltag \| \| 14. Juli 2015 um 20:30 Uhr in Toronto (BMO Field) \| \| Schiedsrichter: Héctor Rodríguez ( Honduras) \| \| Spielbericht \| | Costa Rica | Aufstellung Kanada gegen Costa Rica |
| Kanada                                            | Kyriakos Stamatopoulos – Maxim Tissot (66. Cyle Larin), Dejan Jakovic, Karl Ouimette, Marcel de Jong – Adam Straith, David Edgar, Julian de Guzmán, Tosaint Ricketts (67. Russell Teibert), Jonathan Osorio (68. André Hainault) – Marcus Haber Cheftrainer: Benito Floro ( Spanien) | Esteban – Francisco Calvo, Júnior Díaz, Giancarlo González, Cristian Gamboa, Celso Borges, David Guzmán (81. José Miguel Cubero), Bryan Ruiz, Deyver Vega (73. Roy Miller) – Johan Venegas, David Ramírez (76. Joel Campbell) Cheftrainer: Paulo Wanchope | Costa Rica | Aufstellung Kanada gegen Costa Rica |
| Kanada                                            | Teibert (79.) | Borges (66.), Guzmán (79.) | Costa Rica | Aufstellung Kanada gegen Costa Rica |
| 3. Spieltag                                       | | |            |                                     |
| 14. Juli 2015 um 20:30 Uhr in Toronto (BMO Field) | | |            |                                     |
| Schiedsrichter: Héctor Rodríguez ( Honduras)      | | |            |                                     |
| Spielbericht                                      | | |            |                                     |